# Rhododendron calvescens
Rhododendron calvescens är en ljungväxtart som beskrevs av Isaac Bayley Balfour och Forrest. Rhododendron calvescens ingår i släktet rododendron, och familjen ljungväxter. Utöver nominatformen finns också underarten R. c. duseimatum.